# Cena in Emmaus (Caravaggio Milano)
La Cena in Emmaus è un dipinto a olio su tela (141 × 175 cm), realizzato nel 1606 dal pittore italiano Michelangelo Merisi, noto come Caravaggio. Conservato nella Pinacoteca di Brera di Milano, raffigura l'episodio del Vangelo di Luca (Lc 24,13-35).
Fu realizzato da Caravaggio a Palestrina o a Zagarolo, feudi dei suoi protettori Colonna, subito dopo essere scappato da Roma per l'assassinio di Ranuccio Tomassoni. Come racconta il suo biografo, Bellori, fu commissionata dal marchese Patrizi; si trattava quindi di un'opera destinata alla devozione privata. Identificato nella Collezione dei marchesi Patrizi nel 1912, pervenne alla sede attuale, nel 1939, donato dall'Associazione "Amici di Brera".

## Descrizione e stile
Il rimando immediato è alla tela col medesimo soggetto del 1601 e conservata a Londra; ma mentre nella prima c'era più luce e la composizione era più complessa, qui la scena è estremamente semplice e scura, con pochi oggetti sul tavolo che creano profonde ombre. Rispetto alla tela giovanile, il momento qui raffigurato è successivo, in quanto il pane appare sulla tavola già chiaramente spezzato. Caravaggio vuole evidentemente rappresentare il momento del congedo. Al posto dell'accurata natura morta che compariva sulla tavola dell'opera londinese, che comprendeva una splendida canestra di frutta molto simile alla celebre canestra conservata all'Ambrosiana, qui compaiono solo pochi elementi poveri e dimessi: il pane, la brocca del vino, due semplici piatti, un bicchiere. La gamma cromatica è notevolmente ridotta, tendente al monocromo, con poche tinte terrose dalle quali si stacca soltanto l'azzurro della tunica di Cristo.
Lo stile abbandona decisamente la grande accuratezza che aveva caratterizzato le opere giovanili, dove venivano enfatizzati i dettagli in grado di conferire verità e concretezza alla scena. Qui la resa più sommaria contribuisce a focalizzare l'attenzione sul forte contenuto emotivo del soggetto, che colpisce fortemente lo spettatore non più distratto dalla minuzia dei particolari. Permangono comunque brani di notevole naturalismo che mostrano l'eccezionale perizia dell'autore, quali il contrasto fra le due mani appoggiate alla tavola, giovane e delicata quella del Cristo, segnata dal sole e dalla fatica quella del pellegrino.
Il Cristo di Brera non ha più nulla a che vedere con quello androgino di Londra: qui è un uomo stanco, col viso profondamente segnato dal dolore e dalle fatiche. Grande attenzione è posta anche nella descrizione dell'aspetto umile e dimesso dei pellegrini, dell'oste e della serva, indugiando sui volti e sui colli rugosi come già nella celebre e di poco precedente Madonna dei Pellegrini. Con quest'opera, Caravaggio inaugura quello che sarà l'ultimo periodo della sua vita, caratterizzato dalla notevole riduzione dei personaggi che sembrano quasi ritirarsi a favore dello spazio, e dalla progressiva drammatizzazione della luce, non più potente come negli anni romani, ma più scura, o tragicamente guizzante.

## Critica
Secondo Maurizio Marini potrebbe essere la prima opera dipinta dopo la fuga da Roma, da mettere in rapporto con l'Ecce Homo di Genova ed in particolare con la Morte della Vergine.
Bernard Berenson richiama la Cena in Emmaus di Moretto da Brescia nella Pinacoteca Tosio Martinengo di Brescia, già appartenuta all'Ospedale Maggiore e alla chiesa di San Luca.
Roberto Longhi scrive che l'opera ha uno stile "rapido e sprezzato", mentre il boccale a destra sul tavolo, sembra essere nei modi del maestro olandese Franz Hals.
Alfred Moir precisa come le varianti di colore e composizione rispetto alla precedente versione di Londra, indichino "una mutata concezione del soggetto". Le figure risultano di fatto più piccole rispetto alle dimensioni della tela, mentre le mani " formano un ponte tra il nostro spazio e quello del dipinto, ma i personaggi non balzano fuori della tela". Vi è quindi un aumento del pathos che è nelle figure dolenti della Morte della Vergine e nel maggiore coinvolgimento psichico dell'Ecce Homo".
Rodolfo Papa, facendo riferimento ad una supposta etimologia del nome Luca, "che si eleva", "che si alza", come spiegato nella Legenda Aurea di Jacopo da Varazze, identifica il personaggio di destra, che ha le braccia puntate sul tavolo, in quello "che si alza" (passando dall'amore per gli uomini in terra, per quello di Dio in cielo), in San Luca; questa identificazione può essere resa possibile anche dal fatto che Gregorio nei Moralia in Job, afferma che il compagno di Cleofa (il personaggio presente a sinistra) nella strada per Emmaus era S. Luca. Lo stesso studioso afferma che Caravaggio avrebbe ripreso la figura dell'oste, presente in entrambe le versioni, dalla Cena in Emmaus di Tiziano, del 1540, conservata al Louvre. Mia Cinotti rileva come la figura della vecchia serva a destra sia della stessa modella che ha posato per la S. Anna nella Madonna dei Palafrenieri della Galleria Borghese. Rispetto alla prima versione notiamo il fondo alle spalle del Cristo completamente scuro, di un nero bituminoso; l'oste che nella prima versione era a sinistra, qui è a destra ed è l'ombra di Cristo che si proietta sul suo abito. L'oste guarda perplesso la mano di Cristo senza comprendere il gesto, la serva invece distoglie lo sguardo come se non fosse interessata.